# Mieczysław Olszewski (malarz)
Mieczysław Konrad Olszewski „Mieto” (ur. 6 sierpnia 1945 w Ostrołęce) – polski malarz, rysownik, pedagog, eseista. Profesor zwyczajny Akademii Sztuk Pięknych w Gdańsku. Uprawia malarstwo sztalugowe (najczęściej przedstawia akty), malarstwo monumentalne, rysunek prasowy i satyryczny, rzeźbę z przedmiotów gotowych oraz ilustrację książkową.

## Życiorys
Studiował w latach 1965–1969 na Wydziale Malarstwa Państwowej Wyższej Szkoły Sztuk Plastycznych w Gdańsku (obecnie: Akademia Sztuk Pięknych w Gdańsku). Rysunku uczył się u prof. Kazimierza Śramkiewicza. Dyplom uzyskał w roku 1969 w pracowni prof. Stanisława Teisseyre'a i prof. Jacka Żuławskiego. W latach 1971–1974 asystent, 1974–1979 starszy asystent, 1979–1986 adiunkt, 1986–1993 docent, 1993–1996 profesor nadzwyczajny. W 1996 roku objął stanowisko profesora zwyczajnego na ASP w Gdańsku. Piastował funkcję kierownika Katedry Malarstwa tej samej uczelni. W 2003 roku był ekspertem akredytacyjnej komisji szkół artystycznych, a w 2005 pełnił funkcję eksperta Ministra Edukacji i Sportu dla kierunku Malarstwo. Od 1996 do 2015 roku (przejście na emeryturę) prowadził dyplomową pracownię malarstwa.
Współpracował z redakcjami „Pardon”, „Czas”, „Szpilki”, „Kamena”, „Kultura i ty”, „Głos Wybrzeża”, „Wieczór Wybrzeża”, „Prometej”.
Jego prace pokazywane były na ponad 20 wystawach indywidualnych m.in. w Gdańsku, Gdyni, Sopocie, Koszalinie, Bredzie, Düsseldorfie, Albstadt, Zwingenbergu, Berlinie czy w Norymberdze oraz na ponad dwustu wystawach zbiorowych m.in. w Montrealu, Tokio, Paryżu, Bonnie, Moskwie, Hamburgu, Stambule, Sofii, Bergen, Kopenhadze, Kolonii, Lubece, Teheranie czy Bremie.
Dzieła artysty znajdują się w Muzeum Narodowym w Gdańsku i Szczecinie, w Muzeum Okręgowym w Toruniu, Muzeum Kartofla w Monachium, Muzeach Karykatury w Montrealu, Amsterdamie, Skopje, Gabrowie i w Warszawie, a także w kolekcjach prywatnych w kraju i za granicą.
Ilustracje Mieta zamieszczone zostały m.in. w książkach Baśń o wronim oku i Wronie oko autorstwa Jacka Kotlicy, Warszawa w karykaturze napisanej w 1983 przez Eryka Lipińskiego, Dzika mrówka Andrzeja Perepeczko, Leśny goniec i Fort nad Athabaską Sławomira Brala, Moda na nostalgię czy Trwać poza rajem.
Mieszka w Gdańsku. Ma syna i córkę.

## Twórczość
Malarstwo Mieczysława Olszewskiego obejmuje pejzaże, martwe natury i akty. Te ostatnie, często bardzo odważne, przeważają na płótnach artysty. Obecna w nich fascynacja kobiecym ciałem podszyta jest mocno erotycznym kontekstem. Kompozycje jego autorstwa przedstawiają kobiety w intymnych pozach, o twarzach pozbawionych indywidualnych rysów i nierzeczywistych ciałach. Mieto w swoich obrazach konsekwentnie przedstawia świat widziany w jego surowości, bez otoczki bądź dopełnień odbiegających od prawdy. Akty tworzące cykle przypominają kolejne kadry z taśmy filmowej. Jego zdecydowana kreska wyznacza granice między neutralnością płótna, a cielesnością, materialnością przedstawienia aktu. Mieczysław Olszewski, omijając tabu, podobnie jak przed półtora wieku Courbet, ujawnia paradoks życia, w którym droga od profanum wiedzie ku sacrum. Oprócz obrazów tworzy freski, sgrafitta, projekty gobelinów np. dla Filharmonii Pomorskiej w Bydgoszczy, murale, mozaiki, projekty plakatów i innych druków ulotnych oraz scenografii. Artysta ten jest także autorem rysunków o treściach, w których przedstawiona sekwencja nabiera humorystycznego wydźwięku. Tworzy też rzeźby o charakterze satyrycznym.

## Nagrody i wyróżnienia
- Srebrna Szpilka za najlepszy rysunek roku (1970)
- Złoty medal na II Światowej Wystawie Satyry w Moskwie (1973)
- Silver Plaquette na Światowej Wystawie Rysunku w Skopje (1977)
- Nagroda III stopnia Ministra Kultury i Sztuki (1980)
- Medal Arte et Historia (1983)
- Nagroda na XXIII Światowej Wystawie Rysunku w Montrealu (1986)
- Nagroda na XIV Festiwalu Malarstwa w Szczecinie (1988)
- Nagroda za najlepszą wystawę przyznaną przez Gdańskie Towarzystwo Przyjaciół Sztuki (2000)
- Nagroda Prezydenta Miasta Gdańska w Dziedzinie Kultury (2000)[7]
- Medal Pro Musica
- Nagroda Prezydenta Miasta Gdańska w Dziedzinie Kultury za wykraczające poza schematy metody nauczania oraz z okazji jubileuszu 45-lecia pracy artystycznej (2012)[7]
- Odznaka „Za zasługi dla Miasta Ostrołęki” (2024)[8]